# Václav Svoboda (herec)
Václav Svoboda (* 16. ledna 1964 Děčín) je český herec, člen souboru Divadla na Vinohradech. Jako malé dítě účinkoval v dětském souboru Divadla Na Provázku. Později vystudoval konzervatoř v Brně.

## Život
Od roku 2005 hraje postavu Lumíra Nykla v seriálu Ulice vysílaném na TV Nova.

## Divadelní role

### Divadlo na Vinohradech

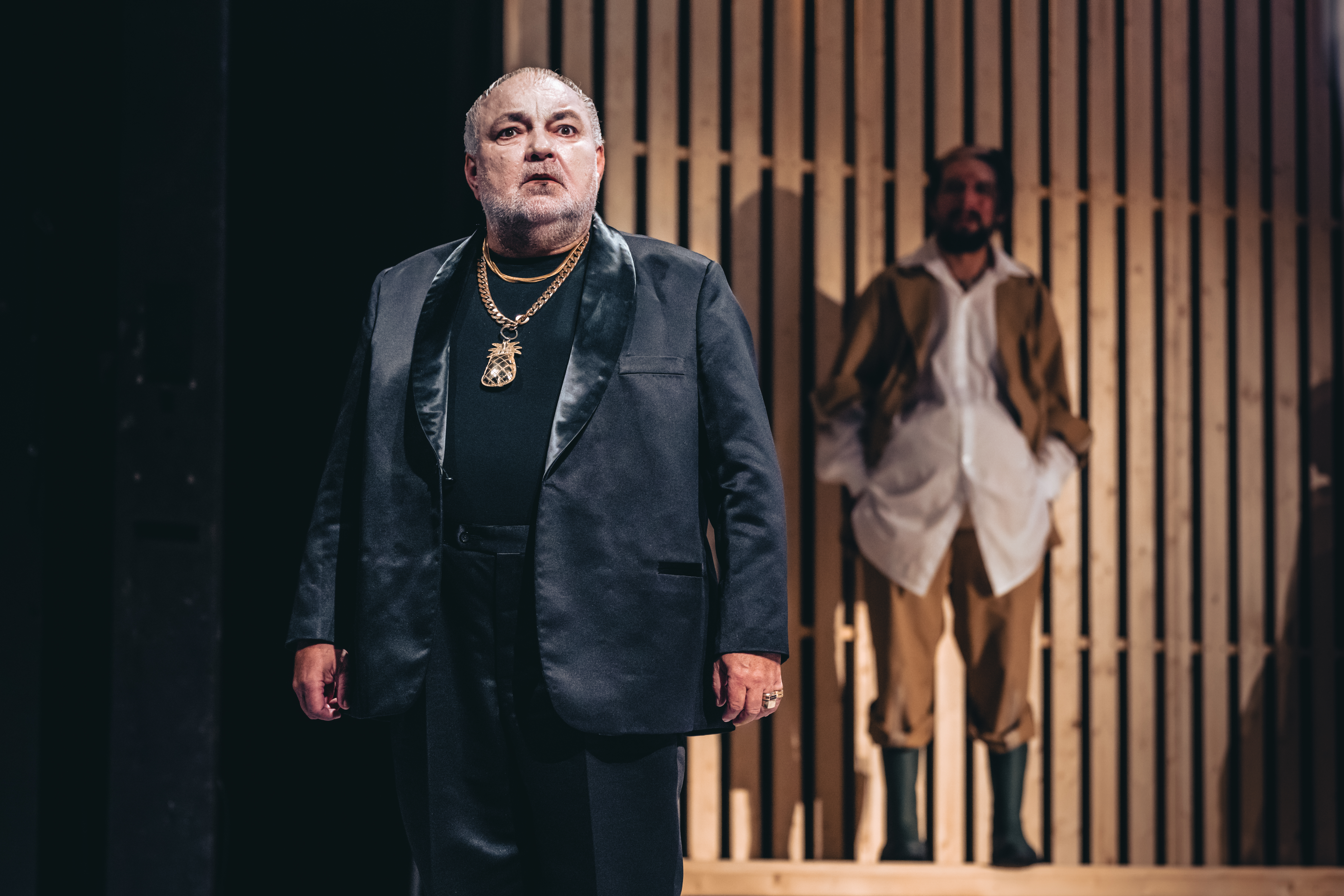
Václav Svoboda v roli Anselma v inscenaci Lakomec, Divadlo na Vinohradech, foto Petr Chodura (2023)

- 2013 Alexandr Nikolajevič Ostrovskij: Les, režie: Daniel Hrbek, premiéra: 31. května 2013, role: Arkadij Šťastlivec
- 2013 Hanoch Levin: Nesnesitelné svatby (Krum), režie: Juraj Deák, česká premiéra: 25. října 2013, role: Tugati
- 2014 Arthur Wing Pinero: Soudce v nesnázích, režie: Tomáš Töpfer, premiéra: 21. března 2014, role: Plukovník Lukyn
- 2014 Peter Shaffer: Amadeus, režie: Martin Čičvák, premiéra: 7. listopadu 2014, role: Větříček II. (Hrabě Franz Orsini-Rosenberg)
- 2015 Karel Čapek: Loupežník, režie: Tomáš Töpfer, premiéra: 6. února 2015, role: Soused
- 2015 Albert Camus: Caligula, režie: Martin Čičvák, premiéra: 4. listopadu 2015, role: Octavius
- 2016 Piérre-Aristide Bréal: Velká mela aneb Francouzská kuchyně, režie: Daniel Hrbek, premiéra: 18. března 2016, role: Císařský plukovník
- 2016 Georges Feydeau: Když ptáčka lapají…, režie: Tomáš Töpfer, poprvé: 14. listopadu 2016, premiéra: 6. ledna 2017, role: Bouzin
- 2017 Molière: Škola žen, režie: Juraj Deák, premiéra: 21. dubna 2017, role: Enrik
- 2018 Colin Higgins: Harold a Maude, režie: Juraj Deák, premiéra: 25. května 2018, obnovená premiéra: 18. září 2021, role: Kněz
- 2019 Friedrich Dürrenmatt: Návštěva staré dámy, režie: Jan Burian, premiér 6. září 2019, role: Koby
- 2021 Eugène Labiche: Slaměný klobouk, režie: Tomáš Töpfer, premiéra: 8. září 2021, role: Tardiveau
- 2023 Nina Raine: Bach & synové, režie: Juraj Deák, česká premiéra: 16. května 2023, role: Bedřich Veliký
- 2023 Molière: Lakomec, režie: Pavel Khek, premiéra: 20. října 2023, role: Anselm
- 2024 Carlo Goldoni: Poprask na laguně, režie: Juraj Deák, premiéra: 20. prosince 2024, role: Patron Vicenzo

## Filmografie
- Jak básníci čekají na zázrak – 2016 - Václav Pastyřík
- Vyprávěj – 2009
- Hospoda u Bílé kočky – 2008
- Kriminálka Anděl – 2008
- Škola Na Výsluní – 2006
- Pohádka pro housle a violu – 2005
- Ulice – 2005 - Lumír Nykl
- Pojišťovna štěstí – 2004
- Četnické humoresky 2 – 2003
- Černí baroni – 2002
- Podzimní návrat – 2001
- O bojácném Floriánkovi – 1999
- Startování za tepla – 1999
- Bedna s datlemi – 1998
- Převeliké klanění právě narozenému Jezulátku aneb Betlém – 1998
- O Držgrešlovi a Drždukátovi – 1997
- Vašek Nešika a Šikulka Šikovná – 1997
- Zvědavý osel – 1997
- Tichá bolest – 1990
- Horká kaše – 1988
- Jak básníkům chutná život – 1987 - Václav Pastyřík
- Třetí sudička – 1986
- Jak básníci přicházejí o iluze – 1984 - Václav Pastyřík